# Paguristes eremita
Paguristes eremita è una specie di crostaceo decapode appartenente alla famiglia Diogenidae.

## Habitat e distribuzione
Comune su fondali detritici, da pochi metri fino a circa 40 di profondità.